# Agriculture en Corée du Nord

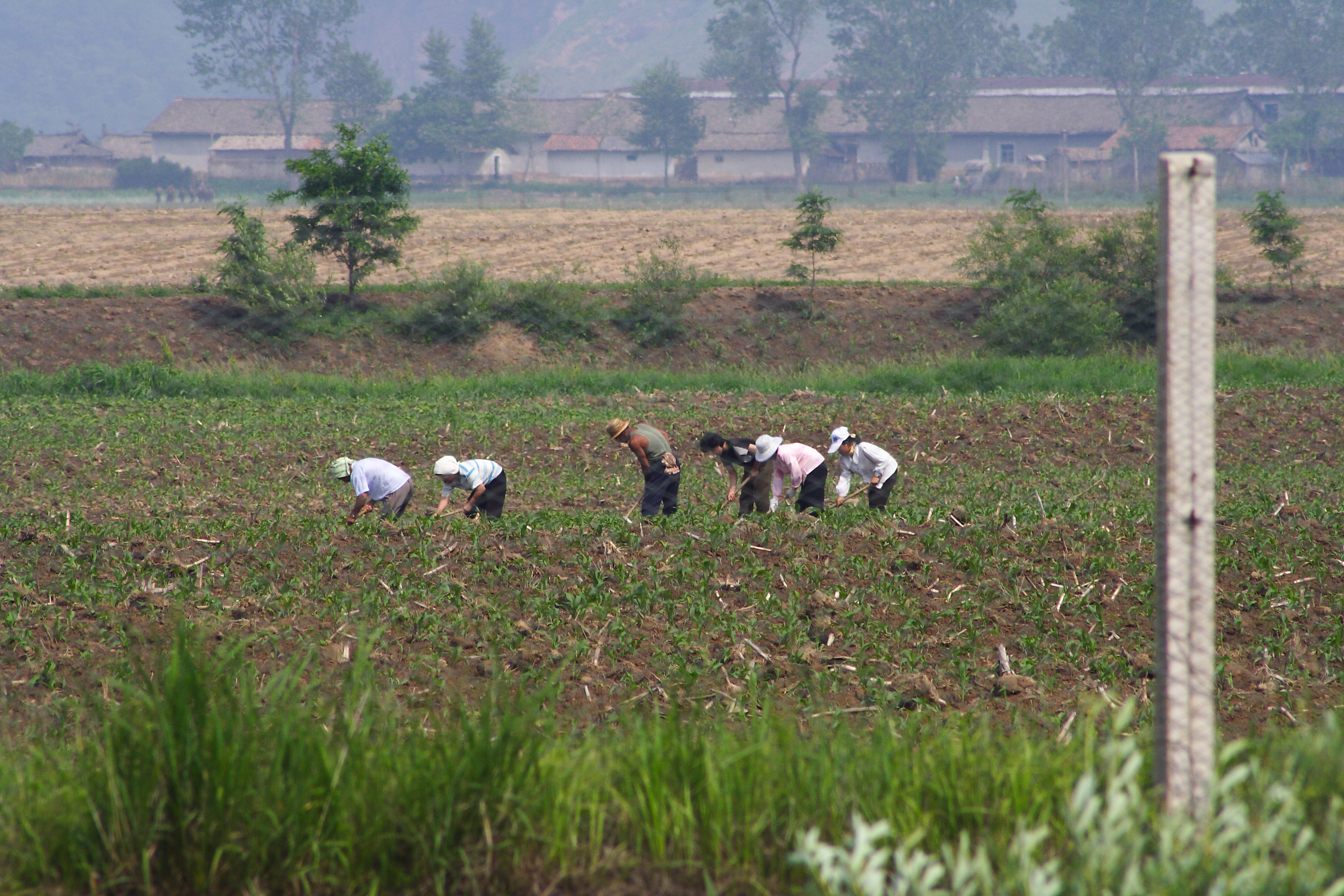
Agriculteurs nord-coréens dans un champ.

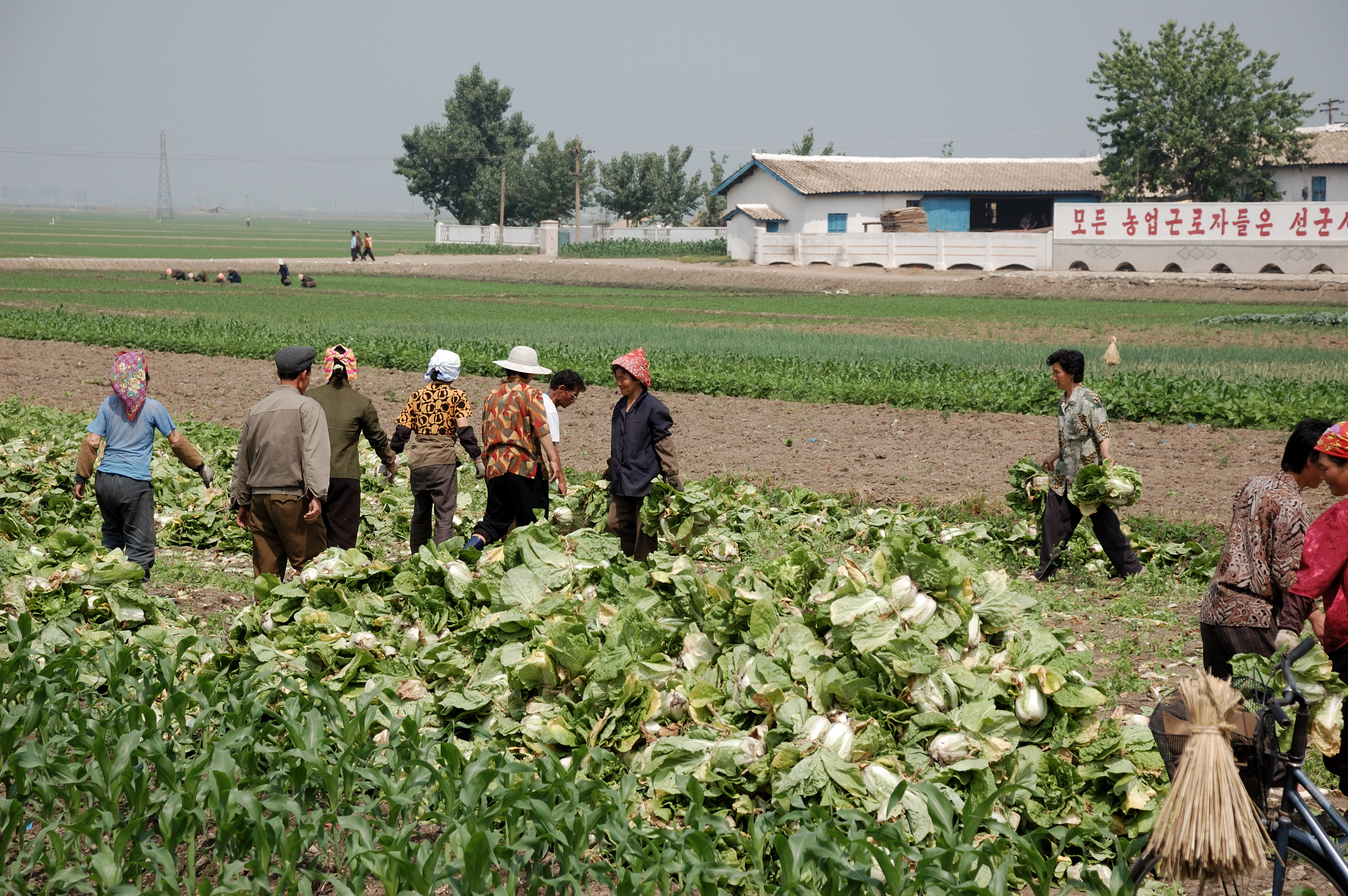
Une ferme nord-coréenne en 2008.

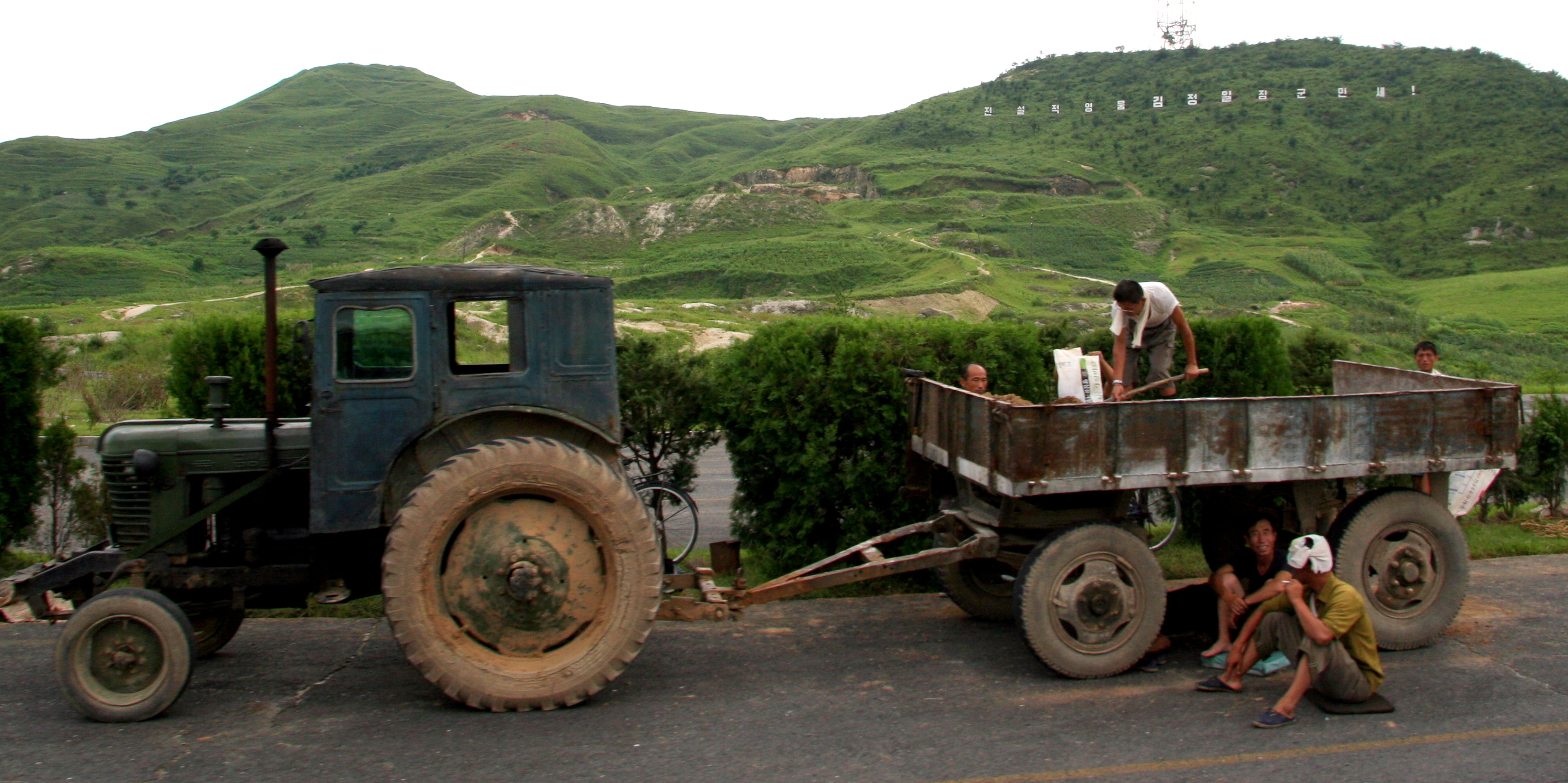
Un tracteur en Corée du Nord.

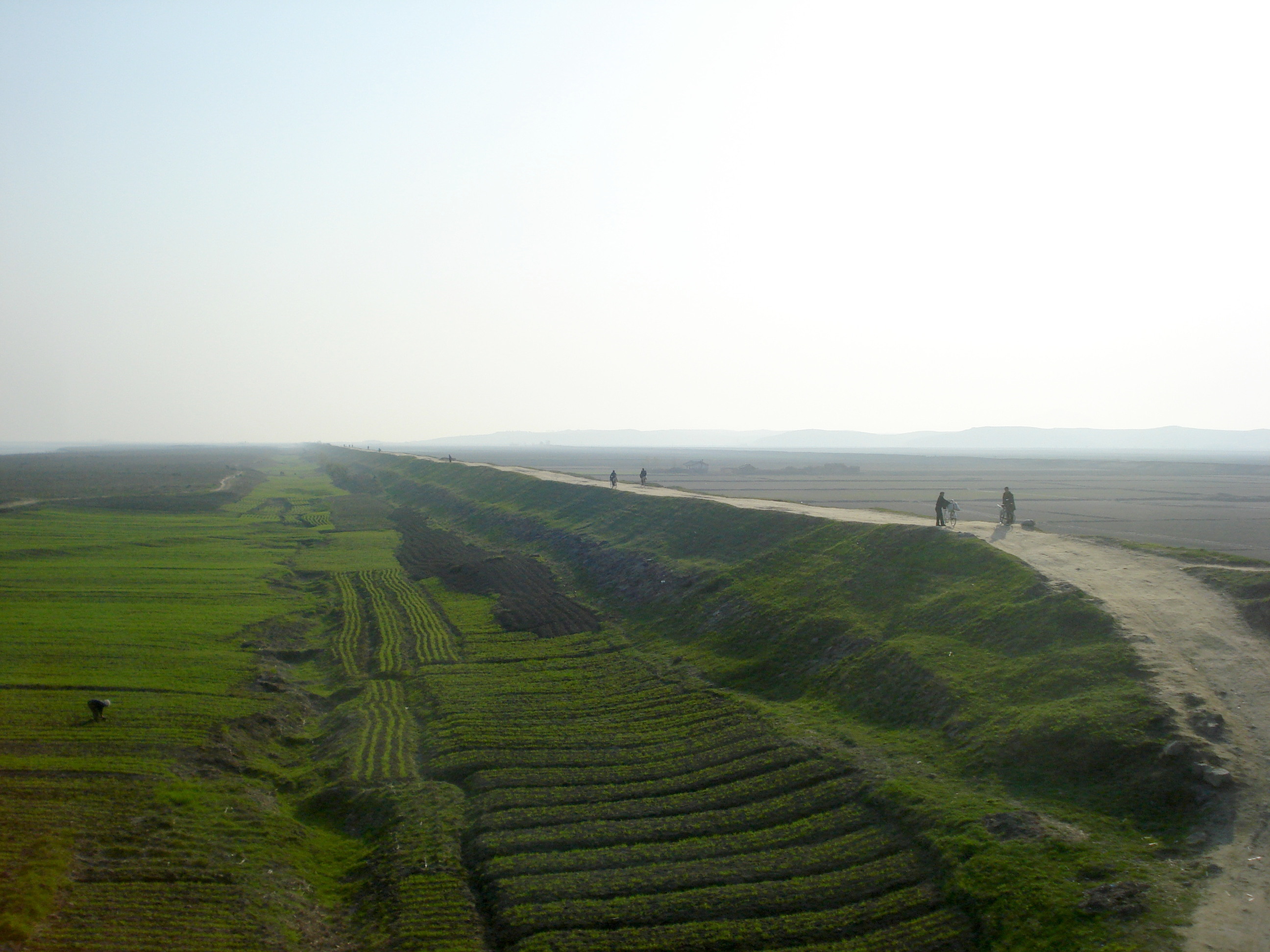
Cultures poussant dans le Nord Pyongan.

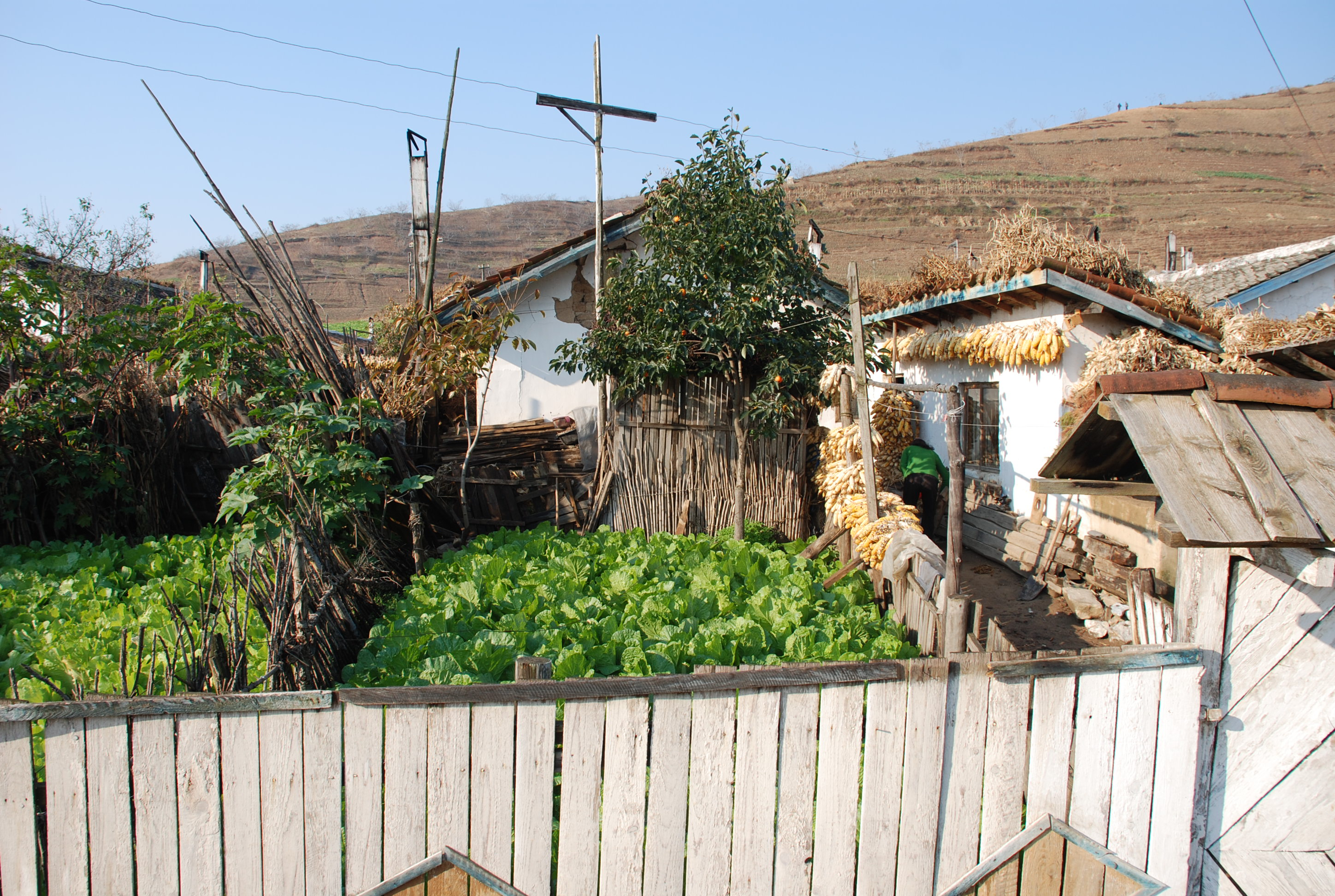
Aliments cultivés dans les jardins privés entourant les maisons.

L'agriculture en Corée du Nord est concentrée dans quatre provinces de la côte ouest, où une saison de croissance plus longue, des terres planes, des précipitations adéquates et un sol correctement irrigué permettent une culture plus productive. Une étroite bande de terres fertiles traverse également la côte des provinces de Hamgyŏng et de Kangwŏn.
D'après un rapport de l'organisation des Nations unies pour l'alimentation et l'agriculture, les provinces intérieures de Chagang et Ryanggang sont trop montagneuses, froides et sèches pour permettre une activité agricole importante. Ces montagnes sont principalement utilisées en tant que réserves forestières, tandis que des collines situées plus à l'intérieur des terres et entre les principales régions agricoles permettent le pâturage du bétail et la culture d'arbres fruitiers.
Les principales cultures comprennent, entre autres, le riz, le maïs et les pommes de terre. En 2019, 44 % de la population active nord-coréenne travaille dans le secteur agricole, contre 51 % en 1998.

## Conditions agricoles
En raison d'un manque global de ressources en Corée du Nord, la production est limitée. Le climat, le relief et  l'état des sols ne sont pas spécifiquement favorables à l'agriculture. De plus, la saison la plus favorable à cette dernière est courte. Seul environ 17 % de la masse continentale totale, soit environ 2 000 000 hectares (20 000 km2), est arable, dont 1 400 000 hectares (14 000 km2) adapté à la culture des céréales. La majeure partie du pays est constituée d'un terrain montagneux accidenté.
Le climat varie considérablement en fonction de l'altitude, et le manque de précipitations, ainsi que le sol infertile, rendant les terres situées à des altitudes supérieures à 400 m impropres à des fins autres que le pâturage. Les précipitations sont irrégulières et, dans la plupart des régions du pays, jusqu'à la moitié des précipitations annuelles surviennent au cours des trois mois d'été. Ce modèle favorise la culture du riz dans les régions plus chaudes et dotées de réseaux d’irrigation et de contrôle des crues. En 2013, les rendements du riz sont de 5,3 tonnes par hectare, proches des normes internationales, malgré une baisse significative de la productivité depuis. En 2022, la production de riz (comme la plupart des autres céréales), est retombée à 4,2 tonnes par hectare.

## Production agricole

### Riz
Le riz est le principal produit agricole de la Corée du Nord, avec une production estimée à 2 300 000 t en 2022.

### Pommes de terres
Les pommes de terre sont devenues une source alimentaire importante en Corée du Nord après les années 1990. La famine des années 1990 amène à une « révolution de la pomme de terre ». Entre 1998 et 2008, la superficie cultivée en pommes de terre en Corée du Nord a quadruplé pour atteindre 200 000 ha et la consommation par habitant est passée de 16 à 60 kg par an.
Depuis cette période où la pomme de terre était considérée comme un « sous-aliment », elle est devenue l'aliment de base principal dans les zones rurales, remplaçant le riz.

### Serriculture
Depuis 2014, de nombreuses serres ont été construites, financées par une coopération entre certains commerçants et l'État. Ces serres permettent la culture de fruits rouges tels que des fraises et des melons. Les commerçants organisent la distribution et la vente sur les marchés de Jangmadang dans certaines villes.

### Volaille
En 2021, il existe près de 30 grands élevages de poulets à travers le pays. La production de poulet est estimée à 31 691 t en 2020.

## Distribution alimentaire
Depuis les années 1950, la majorité des Nord-Coréens reçoivent leur nourriture via un système de distribution publique. Ce système exige que les agriculteurs des régions agricoles cèdent une partie de leur production au gouvernement. Ce dernier est chargé de la réaffectation du surplus aux régions urbaines, qui ne peuvent pas cultiver leurs propres aliments. Environ 70 % de la population nord-coréenne, y compris l'ensemble de la population urbaine, reçoit de la nourriture via ce système.
En 2013, l'objectif fixé par le gouvernement était de 573 grammes d'équivalent céréales par personne et par jour, mais, selon l'organisation des Nations unies pour l'alimentation et l'agriculture, la portion moyenne réellement distribuée est comprise entre 310 et 390 grammes par personne. En 2019, cette même organisation alerte sur la diminution des portions alimentaires (environ 300 grammes), et souligne le risque de famine.
Selon certaines sources, ces rations de nourritures ne sont pas équitablement distribuées, et varieraient en fonction du rang social, du type de travail ou encore de l'allégeance au pouvoir en place.
Il est estimé qu’au début des années 2000, une famille nord-coréenne moyenne tirait environ 80 % de ses revenus de petites entreprises non déclarées au gouvernement. Entre 2002 et 2010, certains marchés privés ont été progressivement légalisés. Depuis 2013, les marchés urbains et agricoles se tiennent tous les 10 jours et la plupart des citadins vivent à moins de 2 km d'un marché, ces derniers jouant un rôle croissant dans l'alimentation des habitants.

## Politique agricole
L’autosuffisance est un pilier important de l’idéologie nord-coréenne et est considérée comme un objectif majeur. Un autre objectif des politiques gouvernementales est de réduire l’écart entre les niveaux de vie urbains et ruraux. La stabilité agricole du pays dépend de sa capacité à fournir de produits alimentaires à des prix raisonnables. Au début des années 1990, de graves pénuries alimentaires ont ainsi frappé le pays, faisant entre 1 et 3 millions de morts,,.
Depuis 2005, le gouvernement tente d'augmenter l'apport de protéines dans l'alimentation de la population, principalement avec l'augmentation de la production de porcs, de volailles, de lapins et via la pisciculture et la pêche.

## Histoire agricole

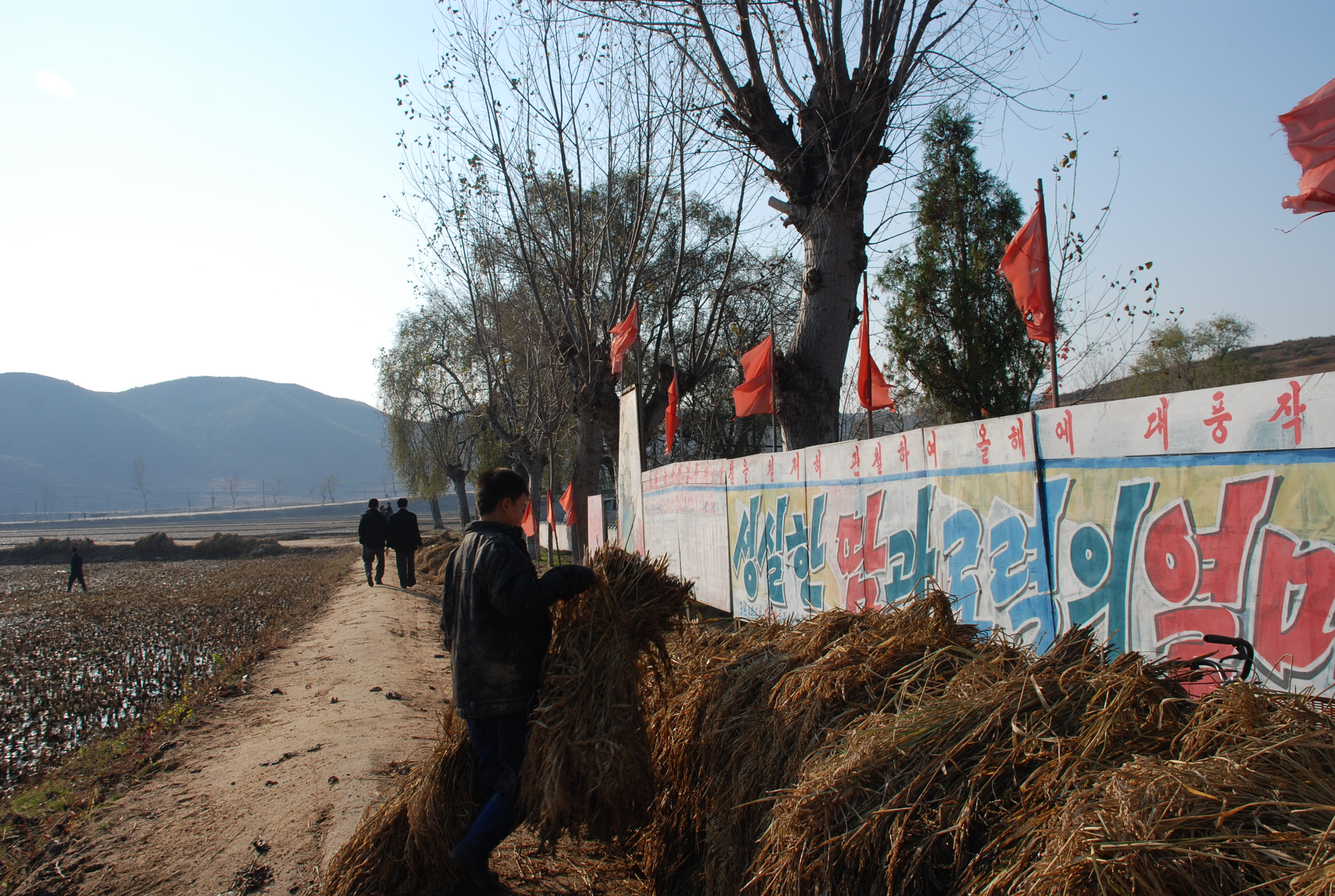
L'agriculture en Corée du Nord repose en grande partie sur le travail manuel.

Dans les années 1990, la diminution de la capacité des fermes à mécaniser leurs opérations, ainsi que le manque d'engrais et d'autres produits phytosanitaires, conduit à une réduction des rendements et à une augmentation des pertes.
Des améliorations progressives de la production agricole ont été réalisées depuis la fin des années 1990, rapprochant la Corée du Nord progressivement le pays de l'autosuffisance. En particulier, les rendements du riz se sont nettement améliorés jusqu'en 2013, malgré une baisse significative de la productivité depuis. En 2022, la production de riz (comme la plupart des autres céréales), est retombée à 4,2 tonnes par hectare.

### Crise et famine (1994 à 1998)
De 1994 à 1998, la Corée du Nord connaît la plus grand famine de son histoire. Depuis 1998, la production agricole connaît une reprise progressive, et, en 2013, le pays est à un niveau proche de l'autosuffisance en aliments de base. Cependant, depuis 2013, la plupart des ménages ont une consommation alimentaire limitée ou faible, et la consommation de protéines reste insuffisante.
Dans les années 1990, la stagnation de l’économie nord-coréenne se transforme en crise alimentaire. L'aide économique reçue de l'URSS et de la Chine constitue un facteur important de sa croissance économique. En 1991, l’URSS s'effondre et retire ainsi son soutien à la Corée du Nord. La Chine intervient alors pour fournir une certaine aide et exporte de la nourriture et du pétrole vers le pays. Cependant, en 1994, la Chine réduit ses exportations vers la Corée du Nord. L’économie nord-coréenne est ainsi en instabilité et sa production industrielle commence à décliner en 1990.
Privée de produits industriels, notamment d’engrais, de pesticides et d’électricité pour l’irrigation, la production agricole commence à diminuer. Le pays connaît ensuite plusieurs catastrophes naturelles au milieu des années 1990, notamment des inondations importantes en 1995,. Ces événements provoquent l'une des pires crises économiques de l'histoire de la Corée du Nord. Cette crise conduit à une famine faisant entre 1 et 3 millions de morts,,.

### Pénuries alimentaires

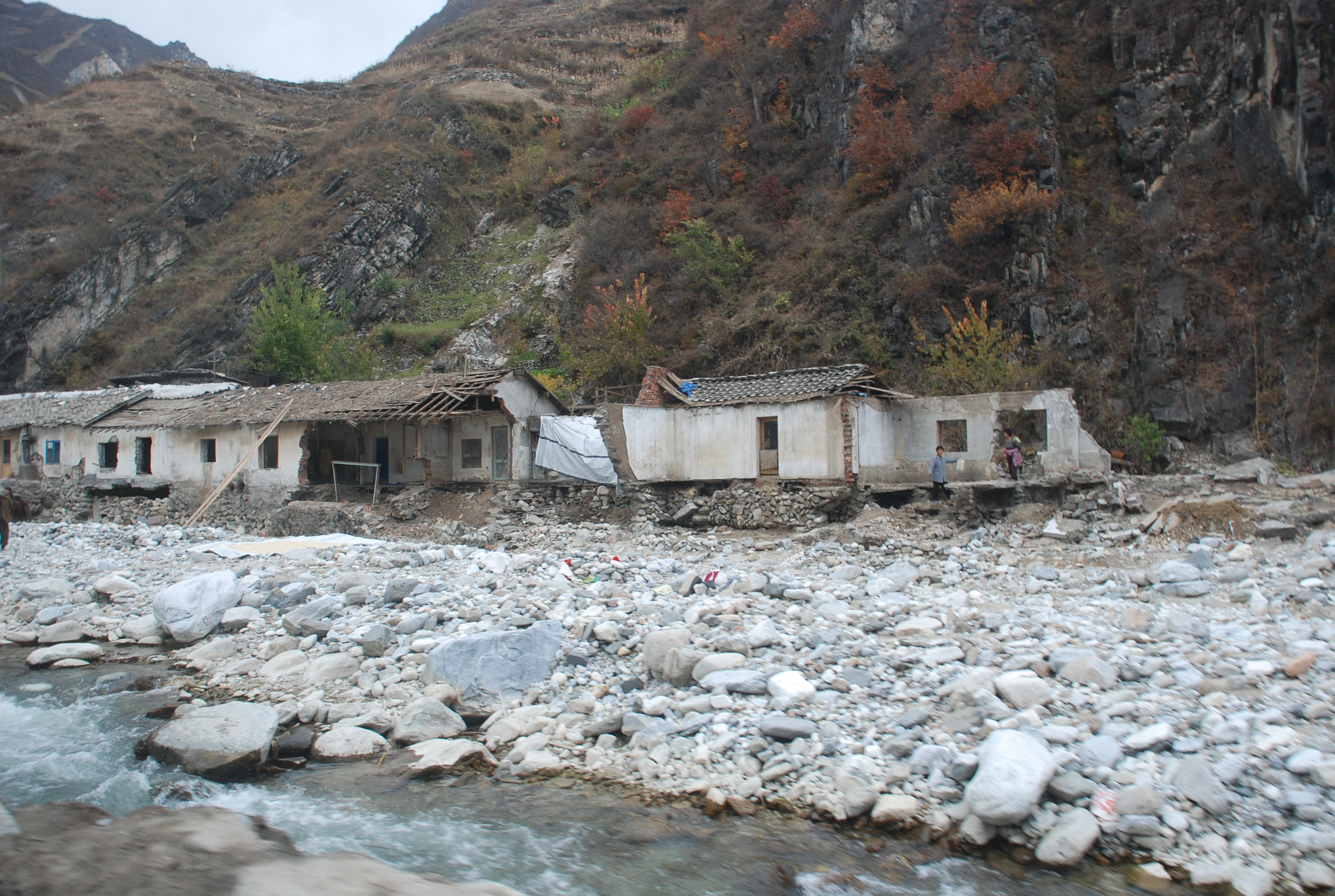
Des maisons dans la province du Hamgyong du Sud endommagées par les inondations en juillet 2012.

La pénurie alimentaire est la conséquence de plusieurs inondations massives, des politiques de distribution alimentaires et des faibles quantités de terres arables dans le pays,,. En 2004, plus de la moitié (57 %) de la population ne disposait pas de suffisamment de nourriture pour rester en bonne santé. 37 % des enfants présentaient un retard de croissance et un tiers des mères souffraient de malnutrition sévère. Un autre rapport indique qu'en 2023, 42 % de la population du pays souffre de malnutrition lié à des pénuries alimentaires.
En 2006, le programme alimentaire mondial et l'organisation des Nations unies pour l'alimentation et l'agriculture estiment les besoins en céréales entre 5,3 et 6,5 millions de tonnes, alors que la production nationale est d'environ 3,8 millions de tonnes. Le pays est également confronté à une dégradation de la qualité des terres en raison de la déforestation à des fins agricoles ayant entrainé une érosion des sols.